# Orient Overseas Container Line
Orient Overseas Container Line — широко відома як OOCL, є компанією з контейнерних перевезень і логістичних послуг зі штаб-квартирою в Гонконзі. Компанія зареєстрована в Гонконзі як Orient Overseas Container Line Limited і окремо зареєстрована як Orient Overseas Container Line Inc. у Ліберії. Остання також переміщена на Маршаллові острови.

## Огляд
OOCL — велика інтегрована міжнародна компанія з контейнерних перевезень, логістики та терміналів з офісами в 70 країнах. OOCL має 59 суден різних класів, місткістю від 2,992 двадцятифутовий еквівалент одиниць (TEU) до 21,413 TEU, включаючи два судна класу Ice для екстремальних погодних умов.
OOCL є членом Великого альянсу, сформованого в 1998 році. Її засновниками є Hapag-Lloyd (Німеччина), NYK (Японія) і OOCL (Гонконг).
OOCL була заснована CY Tung у 1947 році як Orient Overseas Line.

## Історія

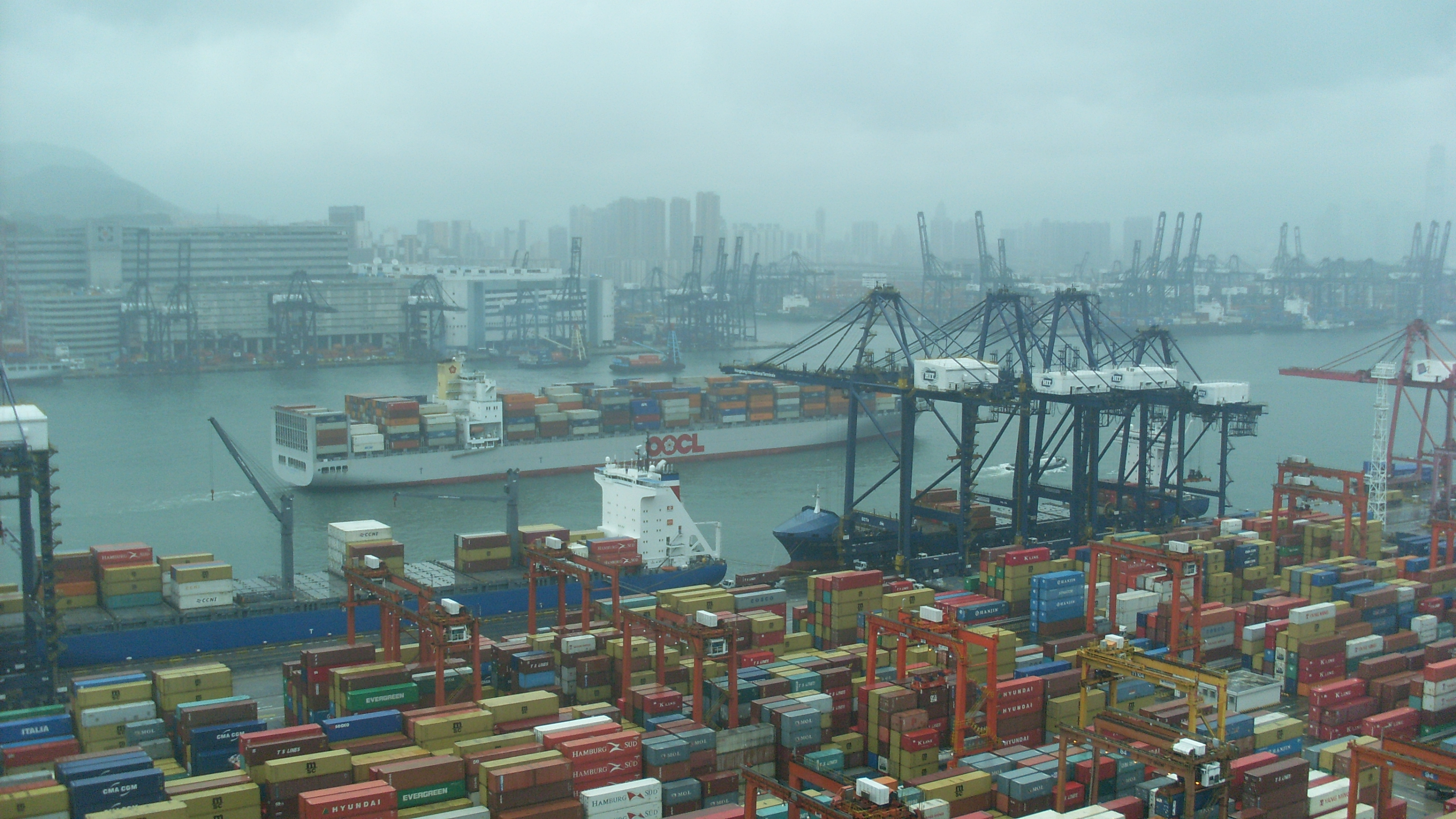
Судно OOCL проходить повз CT9 (контейнерний термінал 9) у Гонконгу

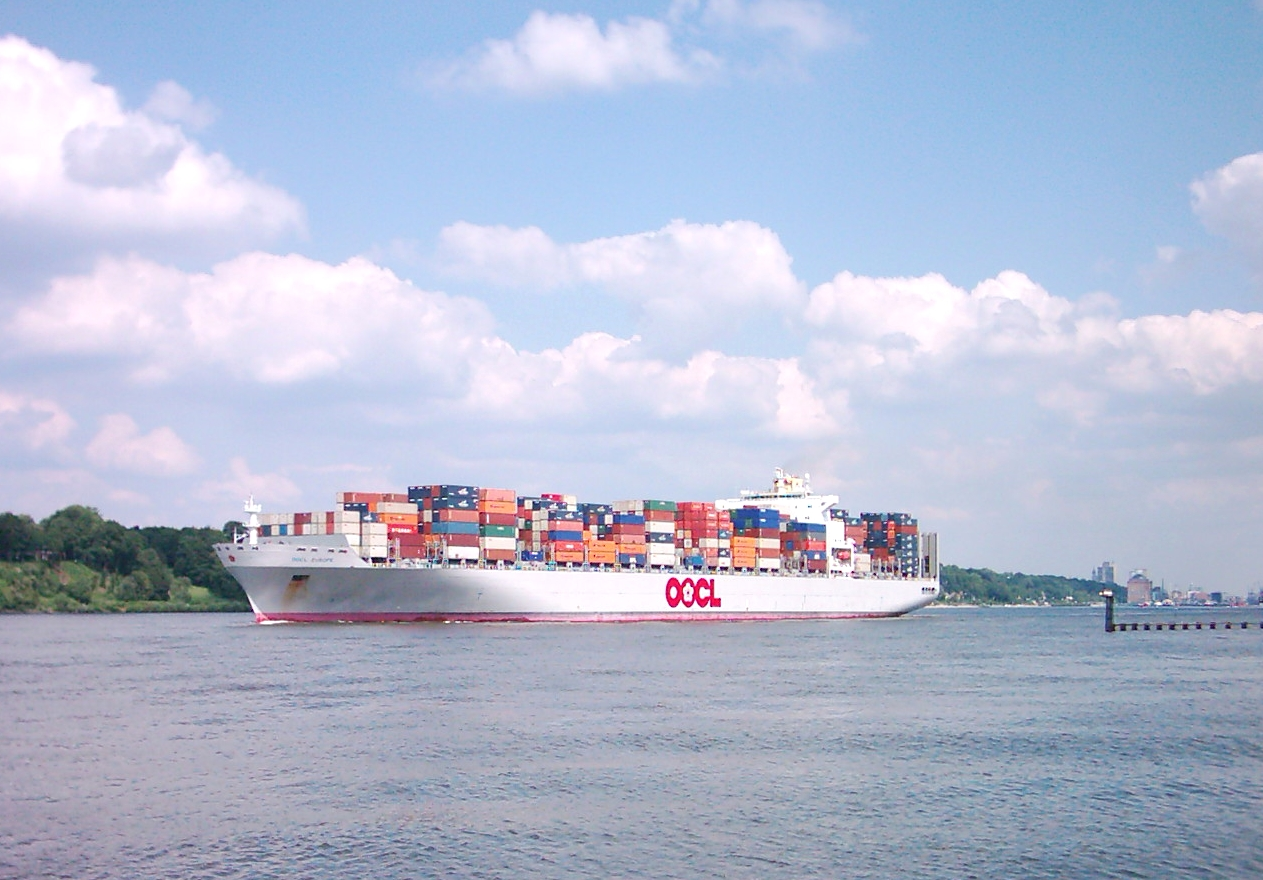
OOCL Європа на Ельбі, Гамбург, Німеччина.

OOCL була заснована CY Tung у 1947 році як Orient Overseas Line. У 1969 році OOL стала першою азійською судноплавною лінією, яка перевозила вантажі в контейнерах через Тихий океан. Відповідно компанія була перейменована в Orient Overseas Container Line. У ті часи її судна класу Victory могли перевозити 300 TEU, що було дуже далеко від сучасних суден post-Panamax. У квітні 2003 року OOCL прийняла SX-Class OOCL Shenzhen, на той час найбільший контейнеровоз, коли-небудь побудований, місткістю 8063 TEU. У 2006 році він втратив свій титул після побудови Емма Маерск. На піку розвитку OOCL мав флот із понад 150 вантажних суден, вантажопідйомність яких перевищувала 10 мільйонів тонн. Це була одна з семи найкращих судноплавних ліній світу. На певному етапі вона володіла Seawise Giant, найбільшим кораблем, коли-небудь побудованим, купивши його у верфі, коли попередні власники відмовилися від доставки.
Після смерті CY Tung у 1982 році CH Tung очолював Orient Overseas (International) Limited (OOIL), материнську компанію OOCL протягом 14 років.
У середині 1980-х років компанія оголосила про банкрутство, і Банк Китаю на материку надав 50 мільйонів доларів із 120 мільйонів доларів, зібраних Генрі Фоком Іншим великим внеском у фінансування OOCL стала China Merchants, гонконгська філія китайського транспортного підрозділу. міністерство.
У 1996 році CC Tung прийняв кермо після обрання його брата CH Tung на посаду виконавчого директора спеціального адміністративного району Гонконг.
OOCL деякий час управляв пасажирськими суднами, придбавши у Новозеландської судноплавної компанії Ruahine, Rangitoto і Rangitane, які були перейменовані в Oriental Rio, Oriental Carnival і Oriental Esmeralda, щоб працювати по всьому світу. Служба припинилася в 1976 році.

## Лінійні послуги
OOCL пропонує близько 78 щотижневих послуг по всьому світу. З'єднує Азію, Європу, Північну Америку, Середземномор'я, Індійський субконтинент, Близький Схід, Австралію та Нову Зеландію.

## Контейнерні термінали
Дочірні компанії OOCL володіють або керують спеціалізованими контейнерними терміналами в Північній Америці та Азії, а саме: контейнерним терміналом Лонг-Біч у Каліфорнії та KAOCT у Гаосюні, Тайвань.

## Інформаційні технології
Починаючи з 1993 року, група прийняла інтегровану регіональну інформаційну систему (IRIS-2), спеціально розроблену для індустрії контейнерних перевезень. IRIS-2 об'єднує бізнес-процеси всіх офісів OOCL, відправлення клієнтів і фінансову інформацію в одну систему. OOCL був фіналістом премії Смітсонівського інституту за інновації в 1999 році за досягнення в IRIS-2. Програма написана на GemStone /S Smalltalk, що робить її однією з найбільших програм Smalltalk у світі.

## Безпека

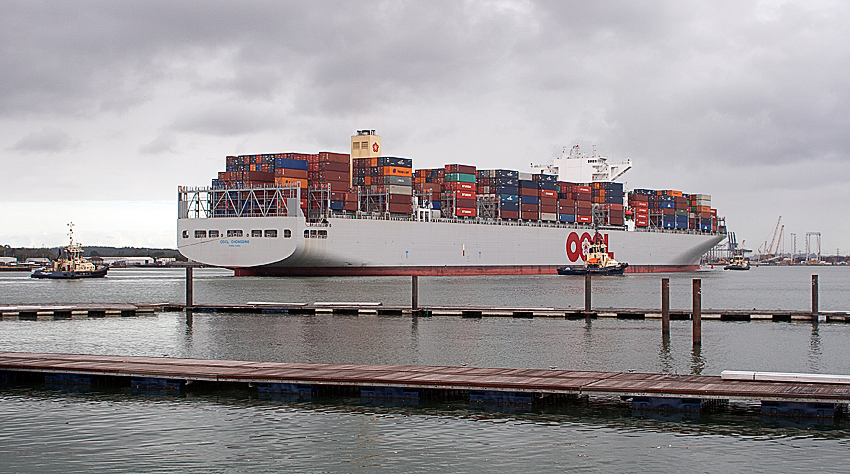
OOCL Chongqing в'їжджає в Саутгемптон на трьох буксирах

OOCL бере участь у Програмі митно-торгівельного партнерства проти тероризму (C-TPAT), яка є добровільною ініціативою між урядом і бізнесом для побудови відносин співпраці, які зміцнюють і покращують загальний міжнародний ланцюг поставок і безпеку кордону США.
OOCL також відповідає Міжнародному кодексу безпеки суден і портових засобів (Кодекс ISPS). У Кодексі ISPS зазначено, що зі зростанням загрози єдиною логічною протидією є зменшення вразливості. Згодом кораблі підлягатимуть системі огляду, перевірки, сертифікації та контролю, щоб гарантувати виконання заходів безпеки. Ця система базуватиметься на значно розширеній системі контролю, як це передбачено Конвенцією про охорону людського життя на морі (SOLAS) 1974 року. Компанія також дотримується Ініціативи з безпеки контейнерів (CSI) і правила митної декларації вантажу за 24 години.

## OOCL логістика
OOCL Logistics Ltd. (OLL), міжнародний підрозділ групи OOIL з консолідації вантажів і логістичних послуг, заснований у 1979 році. Послуги поширюються від базових послуг консолідації вантажів до управління та експлуатації більш комплексних програм, що включають мультимодальне транспортування, складування та розподіл.

## Флот
| Клас корабля | Побудований    | Місткість (TEU) | Кораблі в класі | Примітки |
| ------------ | -------------- | --------------- | --------------- | --- |
| S клас       | 1995–2000 роки | 5344–5770       | 6               | |
| Ice клас     | 1998–2000 роки | 2,992–4,402     | 2               | |
| SX клас      | 2004–2015 роки | 8,063–8,888     | 19              | |
| P клас       | 2006–2010 роки | 4500            | 18              | |
| М клас       | 2013–2014 роки | 13,208          | 10              | |
| G клас       | 2017–2018 роки | 21,413          | 6               | |
|              | 2023–надалі    | 16 000          | 10              | Буде побудовано в Dalian COSCO KHI Ship Engineering і Nantong COSCO KHI Ship Engineering                                         |
|              | 2023–надалі    | 23 000          | 12              | 6 кораблів буде побудовано в Nantong COSCO KHI Ship Engineering і 6 кораблів буде побудовано в Dalian COSCO KHI Ship Engineering |
|              | 2027–надалі    | 24 000          | 7               | Буде побудовано в Nantong COSCO KHI Ship Engineering                                                                             |

## Аварії та інциденти

### OOCL Фінляндія
14 квітня 2011 року контейнеровоз OOCL Finland зіткнувся в умовах густого туману з російським вантажним судном «Тюмень-2» на Кільському каналі поблизу Фішерхютте, Німеччина. В результаті зіткнення, яке пошкодило обидва судна, загинули двоє членів мостової бригади Тюмені-2, троє отримали поранення.

### OOCL Дурбан
3 червня 2021 року в порту Гаосюн, Тайвань, внаслідок зіткнення контейнеровоза OOCL Durban із нерухомим судном обвалився баштовий кран. Інцидент завдав серйозної шкоди доковому козловому крану, пошкодивши від 30 до 50 контейнерів. Один робітник доку отримав легкі травми, а двоє інженерів тимчасово заблоковані всередині крана.
- Knock Nevis
- Список найбільших інтермодальних контейнерних компаній